# Dick's Picks Volume 11
Dick's Picks Volume 11 es el undécimo álbum en vivo de Dick's Picks, serie  de lanzamientos en vivo de la banda estadounidense Grateful Dead. Fue grabado el 27 de septiembre de 1972 en el Stanley Theater, en Jersey City, Nueva Jersey por Owsley Stanley y Bob Matthews.

## Caveat emptor
Cada volumen de Dick's Picks tiene su propia etiqueta “caveat emptor”, que informa al oyente sobre la calidad del sonido de la grabación. La etiqueta del volumen 11 dice:
“Este lanzamiento fue masterizado digitalmente directamente desde la cinta analógica original de 7½ ips de media pista. Es un vistazo de historia, no una grabación profesional moderna y, por lo tanto, puede exhibir algunas anomalías técnicas menores y los efectos inevitables de los estragos del tiempo.”

## Recepción de la crítica
Dan Alford escribió: “Los primeros 15 minutos son algunos de los más gruesos y exuberantes, la batería de Billy [Kreutzman exuda un brillo de magma profundo mientras los demás giran y ruedan. Y continúa hasta la eternidad. Combina esto con el nivel general de maestría musical y fácilmente obtendrás uno de las mejores Dick's Picks”.
John Metzger de The Music Box le otorgó una calificación perfecta de 5 estrellas y comentó: “Para aquellos que se encuentran en el lado mainstream de las cosas, bloqueen tres horas, apaguen las luces y escuchen esta pieza como una entidad completa. Seguramente cambiará tu perspectiva”.

## Lista de canciones
Todas las canciones escritas y compuestas por Jerry Garcia y Robert Hunter, excepto donde esta anotado. 
| Disco uno |                            |                            |          |  |
| N.º       | Título                     | Escritor(es)               | Duración |  |
| 1.        | «Morning Dew»              | Bonnie Dobson Tim Rose     | 12:39    |  |
| 2.        | «Beat It on Down the Line» | Jesse Fuller               | 3:35     |  |
| 3.        | «Friend of the Devil»      | John Dawson Garcia Hunter  | 4:06     |  |
| 4.        | «Black-Throated Wind»      | John Perry Barlow Bob Weir | 6:53     |  |
| 5.        | «Tennessee Jed»            |                            | 8:09     |  |
| 6.        | «Mexicali Blues»           | Barlow Weir                | 3:40     |  |
| 7.        | «Bird Song»                |                            | 11:47    |  |
| 8.        | «Big River»                | Johnny Cash                | 4:52     |  |
| 9.        | «Brokedown Palace»         |                            | 6:00     |  |
| 10.       | «El Paso»                  | Marty Robbins              | 4:43     |  |

| Disco dos |                            |                                     |          |  |
| N.º       | Título                     | Escritor(es)                        | Duración |  |
| 1.        | «China Cat Sunflower»      |                                     | 7:26     |  |
| 2.        | «I Know You Rider»         | tradicional, arr. por Grateful Dead | 5:27     |  |
| 3.        | «Playing in the Band»      | Mickey Hart Hunter Weir             | 16:15    |  |
| 4.        | «He's Gone»                |                                     | 13:31    |  |
| 5.        | «Me and My Uncle»          | John Phillips                       | 3:39     |  |
| 6.        | «Deal»                     |                                     | 4:52     |  |
| 7.        | «Greatest Story Ever Told» | Hart Hunter Weir                    | 5:30     |  |
| 8.        | «Ramble on Rose»           |                                     | 6:29     |  |

| Disco tres |                     |                                                                         |          |  |
| N.º        | Título              | Escritor(es)                                                            | Duración |  |
| 1.         | «Dark Star»         | Garcia Hart Hunter Bill Kreutzmann Phil Lesh Ron “Pigpen” McKernan Weir | 30:50    |  |
| 2.         | «Cumberland Blues»  | Garcia Hunter Lesh                                                      | 6:56     |  |
| 3.         | «Attics of My Life» |                                                                         | 5:12     |  |
| 4.         | «Promised Land»     | Chuck Berry                                                             | 3:05     |  |
| 5.         | «Uncle John's Band» |                                                                         | 8:44     |  |
| 6.         | «Casey Jones»       |                                                                         | 7:30     |  |
| 7.         | «Around and Around» | Berry                                                                   | 5:19     |  |

## Créditos y personal
Créditos adaptados desde el folleto que acompaña al CD.
Grateful Dead
- Jerry Garcia – voz principal y coros, guitarra líder
- Donna Jean Godchaux – coros
- Keith Godchaux – teclado
- Bill Kreutzmann – batería
- Phil Lesh – bajo eléctrico, coros
- Bob Weir – guitarra rítmica, coros

Personal técnico
- Owsley Stanley, Bob Matthews – grabación
- Dick Latvala – archivista
- Jeffrey Norman – masterización
- John Cutler – ferromagnetista

Diseño
- Gekko Graphics – diseño de portada
- Jonas Grushkin – fotografía